# Mîkîtivka, Iampil
Mîkîtivka (în ucraineană Микитівка) este localitatea de reședință a comunei Mîkîtivka din raionul Iampil, regiunea Sumî, Ucraina.

## Demografie
Componența lingvistică a localității Mîkîtivka
     Ucraineană (97,48%)
     Rusă (1,4%)
Conform recensământului din 2001, majoritatea populației localității Mîkîtivka era vorbitoare de ucraineană (97,48%), existând în minoritate și vorbitori de rusă (1,4%).